# جایزه فرانکی
جایزهٔ فرانکی (به انگلیسی: Francqui Prize) یک جایزهٔ معتبر علمی پژوهشی بلژیک است که از سال ۱۹۳۳ هر سال توسط بنیاد فرانکی به منظور شناسایی دانشمندان و پژوهشگران جوان (زیر ۵۰ سال) بلژیکی اهدا می‌شود. این جایزه به یاد بود امیل فرانکی نامگذاری شده‌است.
این جایزه برابر با ۱۵۰۰۰۰ (صد و پنجاه هزار) یورو ارزش اقتصادی دارد. و هر سال به نوبت به یکی از ۳ عنوان زیر اهدا می‌شود: علوم عینی- علوم اجتماعی- علوم زیستی یا پزشکی.
این جایزه بیشتر از آنکه تشویق کارهای قبلی پژوهشگر باشد برای تشویق منتخبان به ادامه کارهای پژوهشی آنهاست. برنده همچنین موظف به سازماندهی یک دفاعیه در سطح جهانی- در رشته‌ای که در آن سال جایزه به او تعلق گرفته- می‌باشد که معمولاً به انتشار یک مقالهٔ جهانی می‌انجامد که در نهایت باعث بالا بردن سطح تحقیقاتی دانشگاه‌های بلژیک در دنیا می‌شود.

## برندگان جایزهٔ فرانکی
- ۱۹۳۳: هنری پیرن Henri Pirenne
- ۱۹۳۴: ژرژ لوما Georges Lemaître
- ۱۹۳۶: فرانتس کومن Franz Cumont
- ۱۹۳۸: ژاکی اررا Jacques Errera
- ۱۶۴۰: پیر نولف Pierre Nolf
- ۱۹۴۶: فرانسیس گانشف François-L. Ganshof
- ۱۹۴۶: فرانتس وان دن دونگن Frans-H. van den Dungen
- ۱۹۴۶: مارسل فلورکین Marcel Florkin
- ۱۹۴۸: لئون دوپریز Léon H. Dupriez
- ۱۹۴۸: مارکز دو همپتین Marc de Hemptinne
- ۱۹۴۸: زنون باک Zénon-M. Bacq
- ۱۹۴۸: پل سوئینگز Pol Swings
- ۱۹۴۸: ژان براشه Jean Brachet
- ۱۹۴۹: لئون روزنفیلد Léon Rosenfeld
- ۱۹۵۰: پاؤل هارسین Paul Harsin
- ۱۹۵۱: هنری کوش Henri Koch
- ۱۹۵۲: فلورن بوری Florent Bureau
- ۱۹۵۳: کلر پروکس Claire Préaux
- ۱۹۵۳: اتین لامو Étienne Lamotte
- ۱۹۵۴: ریموند ژینر Raymond Jeener